# Eugnosta hysterosiana
Eugnosta hysterosiana es una especie de polilla de la tribu Cochylini, familia Tortricidae.
Fue descrita científicamente por Razowski en 1967.

## Distribución
Se encuentra en Argentina (Tucumán).